# Daniel Garcia (luchador)
Daniel Garcia (Búfalo, 17 de septiembre de 1998)  es un luchador profesional estadounidense. Actualmente trabaja para la  All Elite Wrestling y Pro Wrestling Guerrilla, bajo su nombre real, fue miembro del stable Jericho Appreciation Society.
Garcia ha sido una vez campeón mundial al haber sido una vez Campeón Mundial de PWG, entre otros logros destaca por haber sido una vez Campeón Puro de ROH y una vez Campeón TNT de AEW, además fue ganador de la Batalla de Los Angeles 2022 de la PWG, también ha ganado diversos campeonatos en empresas independientes al haber sido una vez Campeón Mundial de Limitless Wrestling, una vez Campeón C4 de Capital City Championship Combat y una vez Campeón de Peso Pesado de ESW.

## Carrera profesional
Comenzó a competir en Limitless Wrestling en 2018. Apareció para WWE en un episodio de 205 Live en julio de 2018, durante el cual perdió contra Drew Gulak. Garcia hizo su debut en All Elite Wrestling (AEW) en septiembre de 2020 durante un episodio de Dark. En enero de 2021, compitió contra Tyler Rust en WWE en NXT, donde perdió. García ganó el Campeonato Mundial Sin Límites en marzo. Perdió el título ante Anthony Greene en septiembre. Se anunció que Garcia había firmado con AEW en octubre. En enero de 2022, compitió en la Battle of Los Angeles de Pro Wrestling Guerrilla y finalmente ganó el torneo al derrotar a Mike Bailey en la ronda final. En el episodio del 9 de marzo de 2022 de Dynamite, García junto con Jeff Parker y Matt Lee formaron un stable con Chris Jericho y Jake Hager llamado Jericho Appreciation Society.
En mayo de 2022, ganó el Campeón Mundial de PWG tras derrotar a Bandido.

## Vida personal
García fue entrenado en lucha libre profesional por Brandon Thurston y The Blade.
En 2019, Garcia sufrió fracturas en los huesos de las piernas debido a un accidente automovilístico. Regresó a la lucha libre seis meses después. Al año siguiente, se graduó de Buffalo State College con una licenciatura en comunicaciones.

## Campeonatos y logros
- All Elite Wrestling
  - TNT Championship (1 vez)

- Capital City Championship Combat
  - C4 Championship (1 vez)[12]

- Empire State Wrestling
  - ESW Heavyweight Championship (1 vez)[12]

- Limitless Wrestling
  - Limitless World Championship (1 vez)[2]

- Pro Wrestling Guerrilla
  - PWG World Championship (1 vez, último)
  - Battle of Los Angeles (2022)[1]
- Ring of Honor
  - ROH Pure Championship (1 vez)

- Pro Wrestling Illustrated
  - Situado en el N.º 488 en los PWI 500 de 2018[13]
  - Situado en el N.º 473 en los PWI 500 de 2019[14]
  - Situado en el N.º 450 en los PWI 500 de 2020[15]
  - Situado en el N.º 233 en los PWI 500 de 2021[16]
  - Situado en el N.º 48 en los PWI 500 de 2022[17]
  - Situado en el N.º 69 en los PWI 500 de 2023[18]
  - Situado en el N.º 87 en los PWI 500 de 2024[19]

- Wrestling Observer Newsletter
  - Lucha de 5 estrellas (2022) con Chris Jericho, Jake Hager, Matt Menard & Angelo Parker vs. The Blackpool Combat Club (Bryan Danielson & Jon Moxley), Eddie Kingston, Santana & Ortiz en Double or Nothing el 29 de mayo